# Гамильтон, Арчибальд, 9-й герцог Гамильтон
Арчибальд Гамильтон (15 июля 1740 — 16 февраля 1819) — шотландский аристократ и политический деятель, 9-й герцог Гамильтон и 6-й герцог Брендон (1799—1819), барон Даттон (1799—1806).

## Биография
Старший сын Джеймса Гамильтона (1703—1743), 5-го герцога Гамильтона и 2-го герцога Брендона (1712—1743), от третьего брака с Анной Спенсер (1720—1771), дочери Эдварда Спенсера.
Получил образование в Итонском университете. В 1768-1772 годах — депутат парламента от графства Ланаркшир.
В августе 1799 года после смерти своего племянника Дугласа Гамильтона (1756—1799), 8-го герцога Гамильтона, не оставившего законных детей, Арчибальд Гамильтон унаследовал титулы герцогов Гамильтона и Брендона (1799—1819), а также должность лорда-лейтенанта Ланаркшира (1799—1802).
Арчибальд Гамильтон был заметной фигурой в мире конных скачек. С 1786 и 1814 год его лошади выигрывали семь забегов на скачках Сент Леджер в городе Донкастер.
В феврале 1819 года 78-летний Арчибальд Гамильтон скончался, ему наследовал старший сын Александр Гамильтон.

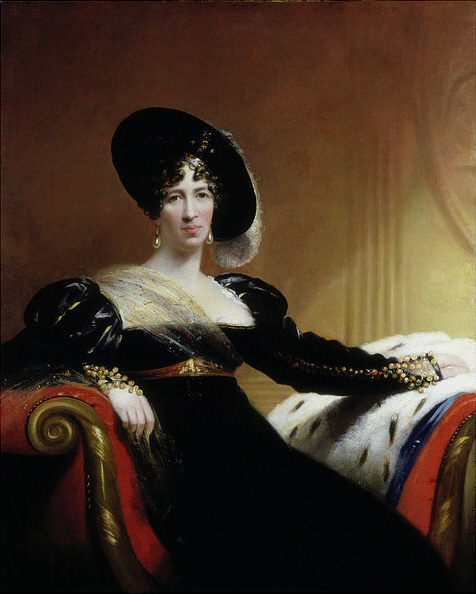
Леди Анна Гамильтон (1766—1846) в 1815 году

## Семья и дети
25 мая 1765 года женился на Гарриет Стюарт (1750—1788), дочери Александра Стюарта, 6-го графа Галлоуэя, и Кэтрин Кокрейн, дочери Джона Кокрейна, 6-го графа Дандональда. Их дети:
- леди Анна Гамильтон (1766—1846), фрейлина английской королевы Каролины, незамужняя
- Александр Гамильтон (1767—1852), 10-й герцог Гамильтон (1819—1852)
- лорд Арчибальд Гамильтон (1769—1827)
- леди Шарлотта Гамильтон (1772—1827), муж с 1800 года — Эдуард Сеймур (1775—1855), 11-й герцог Сомерсет
- леди Сюзанна Гамильтон (1774—1846), муж с 1803 года — Джордж Мюррей (1762—1836), 5-й граф Данморе.